# Braniella pupa
Braniella pupa är en ringmaskart som beskrevs av Hartman 1965. Braniella pupa ingår i släktet Braniella och familjen Syllidae. Inga underarter finns listade i Catalogue of Life.